# Протекторат Богемії та Моравії

Територіальні поступки Чехословацької Республіки за Мюнхенською угодою
1. Судети передані Рейху в жовтні 1938
2. Чеський Тешин переданий Польській республіці 2 жовтня 1938
3. Територія, зайнята Угорським королівством у листопаді 1938
4. Карпатська Україна зайнята Угорським королівством у березні 1939
5. Решта Чехії перетворена на Протекторат Богемії та Моравії у березні 1939
6. Сателітна держава Словацька Республіка

Протекторат Богемії та Моравії (нім. Reichsprotektorat Böhmen und Mähren, чеськ. Protektorát Čechy a Morava) — етнічно-чеський протекторат, який нацистський Третій Рейх встановив у центральних частинах Богемії, Моравії і Сілезії (Чеська Сілезія) на теренах сьогоденної Чехії після окупації Чехословаччини.
15 березня 1939 було проголошено Адольфом Гітлером у Празькому граді. До того, 14 березня 1939 року, було декларовано незалежність Словацької Республіки. Богемія і Моравія також як і Генеральна губернія були автономними адміністрованими нацистськими територіями, які нацисти вважали частиною «Великої Німеччини». Кінець протекторату настав із капітуляцією Німеччини 1945 року.

## Історія
Судетську область (рейхсгау), розташовану на чеському кордоні з Німеччиною і Австрією, із етнічною більшістю німецьких мешканців, було об'єднано безпосередньо з Рейхом 10 жовтня 1938, коли Чехословаччина була вимушена погодитися на вимоги Мюнхенської угоди. Через п'ять місяців, коли було проголошено незалежність Словацької Республіки, Гітлер викликав чехословацького президента Еміля Гаху до Берліна і запропонував йому ухвалити німецьку окупацію Чехії.
Богемія і Моравія була оголошена протекторатом Німеччини і потрапила під головування рейхпротектора Фрейгерра Константина фон Нойрата. Еміль Гаха залишився технічним головою держави на посаді Державного Президента. Німецькі посадові особи скомплектували особовим складом відділи, аналогічні урядовим міністерствам. Євреїв було звільнено з державних посад і переведено на нелегальний стан. Політичні партії було заборонено, і багато комуністичних лідерів втекли до Радянського Союзу.
Населення протекторату було мобілізоване як робоча сила, яка мала працювати задля німецької перемоги; було організовано спеціальні управління промисловістю, важливою для перемоги. Чехам було визначено працювати на вугільних шахтах, металургії і у виробництві озброєнь; частину молоді була відправлено до Німеччини. Виробництво товарів широкого вжитку було зменшено, виробництво було значною мірою спрямовано на постачання німецьких збройних сил. Населення протекторатів було піддане суворому нормуванню.

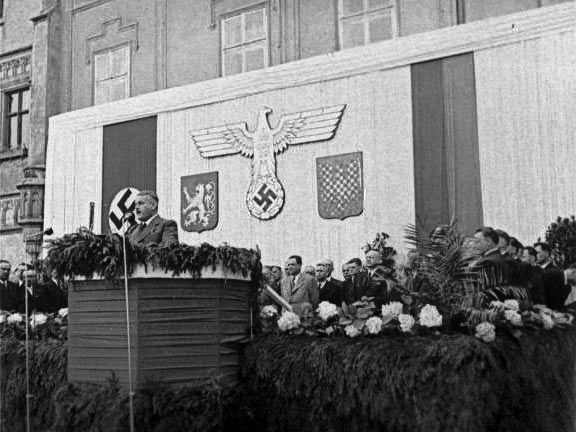
Ярослав Крейчі проголошує промову у Таборі

Німецьке правління було помірним протягом перших місяців окупації. Чеська урядова і політична система, реорганізована Емілем Гахою, продовжувала формально існувати. Дії гестапо були спрямовані переважно проти чеських політиків та інтелігенції. Проте 28 жовтня 1939 року, на роковини Чехословацької незалежності, чехи виступили проти окупації. Смерть 15 листопада 1939 студента-медика, Яна Оплеталя, який був поранений у жовтні, викликала студентські демонстрації, і Рейх вирішив розрахуватися. Було масово заарештовано політиків, а також 1800 студентів і викладачів. 17 листопада всі університети і коледжі в протектораті було закрито, дев'ять студентських лідерів було страчено, а сотні відправлено у концтабори до Німеччини. (Див. також Чеський опір нацистській окупації)
Восени 1941 року Рейх вжив радикальних кроків у протектораті. Керманича SS Рейнхарда Гейдріха було призначено заступником рейхпротектора Богемії і Моравії. Прем'єр-міністра Алоїза Еліаша було заарештовано, а потім розстріляно, чеський уряд реорганізовано і всі чеські культурні установи було закрито. Гестапо розпочало арешти і страти. Було організовано висилку євреїв до концтаборів, місто Терешин було перетворено на гетто. 4 червня 1942 Гейдріх помер від поранення під час Операції Антропоїд. Наступник Гейдріха, генерал-полковник Курт Далюге, розпочав масові арешти, страти і руйнування селищ Лідице і Лежакі. 1943 року допомога вермахту була збільшена. Під головуванням Карла Германна Франка, німецького державного міністра Протекторату Богемії та Моравії, приблизно 350 000 чеських робітників було відіслано до Рейху. В межах протекторату всю невійськову промисловість було заборонено. Більшість чехів підкорились і лише в останні місяці війни вступили до руху опору.
Чеські втрати від політичного переслідування і смертей в концтаборах, становили від 36 000 до 55 000. Єврейське населення Протекторату Богемії та Моравії (118 000 згідно з переписом 1930 року) було фактично знищено. Багато євреїв емігрували після 1939; більш ніж 70 000 були убиті; 8000 утримано в Терешині.

## Керівники

### Голова уряду Протекторату
- Рудольф Беран (1939)
- Алоїз Еліаш (1939—1941)
- Ярослав Крейчі (1942—1945)
- Ріхард Бінерт (1945)